# Pano Panaja
Pano Panaja (gr. Πάνω Παναγιά) – wieś w Republice Cypryjskiej, w dystrykcie Pafos. W 2011 roku liczyła 481 mieszkańców.
Leży u podnóża gór Trodos. W pobliżu miejscowości znajduje się zabytkowy monastyr Chrisorojatisa. 
W Pano Panaja urodził się Makarios III (1913–1977), pierwszy prezydent Cypru. W domu, gdzie się urodził obecnie znajduje się muzeum.